# Plošček
Plošček ali puck (izgovorjava: pak) je posebna ploščica, ki se uporablja za igranje hokeja na ledu, podvodnega hokeja in hokeja na rolerjih.

## Plošček za hokej na ledu
Izdelan je iz vulkanizirane gume ali kakega drugega dovoljenega materiala. Priporočljiva je črna barva.
- Dimenzije ne smejo presegati:
  - premera 7,62 cm
  - debeline 2,54 cm
  - teža: od 156 g do 170 g

Plošček je lahko potiskan, vendar tisk ne sme presegati premera 4,5 cm ali 35% površine ploščka na vsaki strani.

## Plošček za hokej na rolerjih
Plošček za hokej na rolerjih je podoben ploščku za hokej na ledu, le da je izdelan iz plastike, zaradi česar je lažji. Na spodnji in zgornji ploskvi je narebren, s čimer je zmanjšana površina stika s podlago in zmanjšano trenje. Plošček je lažji od tistega za hokej na ledu. Ti ploščki so obarvani v žive barve, najpogostejša je uporaba rdečih ploščkov. Dovoljene so še oranžna, rumena, rožnata in zelena barva ploščka.

## Plošček za podvodni hokej
Plošček za podvodni hokej je zelo podoben ploščku za hokej na ledu le, da ima svinčeno jedro v teflonski, plastični ali gumijasti oblogi. Tak plošček na suhem tehta okoli 1,5 kg. Svinčeno jedro poskrbi, da se plošček potopi na dno bazena, ovoj pa je namenjen zaščiti ploščic.